# Robert Weißmann
Robert Philipp Weißmann (Schreibweise auch Weissmann) alias Rudolf Weinert (* 15. Dezember 1907 in Neustadt an der Haardt; † 25. März 1974 in Kaiserslautern) war ein deutscher SS-Sturmbannführer und Lagerkommandant des KZ Zschorlau im sächsischen Erzgebirge. Er leitete von Oktober 1939 bis Mitte Juli 1943 die Außendienststelle der Sicherheitspolizei und des SD im Kreis Nowy Targ mit Sitz in Zakopane. Wegen der dort verübten Straftaten  wurde er 1965 zu sieben Jahren Zuchthaus verurteilt.

## Leben
Robert Weißmann war viertes Kind des Kaufmanns Friedrich Weissmann. Er besuchte zunächst in seinem Heimatort und später in Karlsruhe, wo sein Vater eine Weingroßhandlung betrieb, zuerst vier Jahre lang die Volksschule und dann die Oberrealschule. Nachdem der Angeklagte aus wirtschaftlichen Gründen die Oberschule nach dem „Einjährigen“ verlassen hatte und 1925 mit seiner Mutter nach Lauter im Erzgebirge verzogen war, erlernte er in dem nur wenig entfernten Aue den Beruf eines Kaufmanns. Nach erfolgreichem Abschluss der Lehrzeit im Jahre 1927 war er zunächst als Handlungsgehilfe bei der Firma Nickel und Co. in Kassel tätig. Schon nach einem halben Jahr schied er aus dieser Firma wieder aus, weil ihm nach seiner jetzigen Darstellung das Betriebsklima nicht zugesagt hatte und er sich wirtschaftlich verbessern wollte. Bis 1929 war Weißmann in der Nähe von Breslau als kaufmännischer Angestellter bei den dortigen Metallwerken beschäftigt.

### Politischer Werdegang
Zum 1. August 1929 trat er der NSDAP (Mitgliedsnummer 147.328) und zugleich die Sturmabteilung (SA) bei. Weißmann gehörte damit zu den Alten Kämpfern. Am 20. Dezember 1930 wurde er Mitglied der SS (SS-Nummer 5.082). Im Herbst 1929 gründete er eine Hitlerjugendgruppe, die er vom 1. November 1929 bis 19. Dezember 1930 führte.
Im Alter von 25 Jahren übernahm er als damaliger SS-Truppführer im Auftrag der Amtshauptmannschaft Schwarzenberg im April 1933 die Einrichtung des frühen Konzentrationslagers in Zschorlau, dessen Kommandant er wurde. Dort wurden insgesamt 207 politische Gegner, darunter auch einige Juden und Tschechoslowaken, inhaftiert und gefoltert. Zahlreiche Misshandelte starben kurz darauf an der erlittenen Folter.
Nach Auflösung des Konzentrationslagers bewarb sich Weißmann erfolgreich im September 1933 zur Gestapo nach Dresden, wo er zunächst zum Kriminalwachtmeister und dann zum Kriminalkommissar sowie zum SS-Untersturmführer befördert wurde. Am 1. Januar 1934 übernahm bei der Gestapo die Leitung des Referates Kirchen und Sekten. Im Frühjahr 1937 kam er wieder zur Staatspolizeileitstelle Dresden zurück und mit der Leitung des Referates Kirchen und Sekten betraut.

### Kriegszeit
Nach Beginn des Zweiten Weltkrieges gehörte er einem Einsatzkommando 2 der Einsatzgruppe 1 während des Überfalls auf Polen an. Als SS-Hauptsturmführer leitete er von Anfang Oktober 1939 bis Mitte Juli 1943 die Sicherheitspolizei- und Sicherheitsdienst-Dienststelle für den Kreis Nowy Targ im besetzten Polen.
Zunächst lag die Aufgabe in der Bekämpfung der polnischen Widerstandsbewegung. Die Zustände im Gefängnis, in deren Fluren die Häftlinge oft viele Tage und Nächte ohne Nahrung stehen mussten, waren schrecklich und menschenunwürdig. Ab 1941 war es Juden bei Todesstrafe verboten, ihren Wohnsitz zu verlassen. Mehrere aufgegriffene Juden wurden ohne Beachtung irgendwelcher Förmlichkeiten mit einer Pistole durch Genickschüsse getötet. Auf Befehl Weißmanns wurden auf diese Weise mindestens sechs jüdische Männer und Frauen umgebracht.
Ende Juli oder Anfang August 1942 ließ Weißmann befehlsgemäß die Häuser der Juden im Raume Szczawnica räumen, um die Bewohner nach Nowy Targ zu schaffen. Alte und kranke Juden sollten ausgesondert und noch an Ort und Stelle erschossen werden. Es wurden dabei mindestens 25, wahrscheinlich aber wesentlich mehr Juden durch Genickschuss getötet.
Am 30. August wurden Juden in Jordanow in einen Zug verladen, der zu einem Vernichtungslager führte. Dabei wurde mindestens 20 Juden ermordet, die als nicht transportfähig selektiert worden waren. Am gleichen Tag wurden auch 4000 Juden aus Nowy Targ deportiert. In diesem Zusammenhang wurden mindestens 60 Juden ausgesondert und auf dem Judenfriedhof erschossen.
Mitte Juli 1943 wurde Weißmann zur Dienststelle des Kommandeurs der Sicherheitspolizei und SD (KdS) in Krakau versetzt, anfänglich für kurze Zeit als Leiter der Hauptabteilung IV – Gestapo – und von Herbst 1943 bis Januar 1945 der Abteilung IV N – Nachrichtendienst.

### Nachkriegszeit
Kurz bevor Krakau am 18. Januar 1945 von den russischen Truppen erobert wurde, floh er zusammen mit anderen Dienststellenangehörigen nach Brünn und kam dann nach Reichenberg im Sudetenland. Bei dem dortigen Wehrbereichskommando ließ er sich einen roten Ausmusterungsschein der Wehrmacht und eine deutsche Kennkarte auf den Namen Rudolf Weinert, geboren am 6. Februar 1904 in Mannheim, ausstellen. Bei Kriegsende floh er nach Schleswig-Holstein und hier nach Mehlby, Kreis Flensburg. In Mehlby blieb er bis im Juni 1951. Seinen Lebensunterhalt verdiente er sich als Hauslehrer, Waldarbeiter, Erntehelfer und durch andere Gelegenheitsarbeiten. Seit 1951 lebte er in Freiburg, von wo er nach St. Peter bei Freiburg im Breisgau verzog. Beruflich war er Angestellter bei einer Versicherungsgesellschaft, bei der er als tüchtige und erfolgreiche kaufmännische Kraft geschätzt war.
Ende 1954 führte Weißmann wieder seinen wirklichen Namen und erstattete eine Selbstanzeige wegen falscher Namensführung. Das gegen ihn eingeleitete Ermittlungsverfahren wurde aufgrund des §7 des Straffreiheitsgesetzes von 1954 eingestellt.

### Strafrechtliche Ahndung
Weißmann befand sich vom 15. Dezember 1961 bis 17. Mai 1963 und erneut ab dem 31. Juli 1964 in Untersuchungshaft.
Der Angeklagte Weißmann hatte sich wegen vier rechtlich selbständiger Beihilfehandlungen zum Mord zu verantworten. Ihm wurde in zwei Fällen die Erschießungsanordnung aufgegriffener wohnsitzloser Juden nachgewiesen, wobei sich die eine auf vier und die andere auf zwei Menschen bezog. Ferner wurde er der Tötung von 25 Juden anlässlich ihrer Vertreibung aus dem Gebiet Szczawnica und weiterhin von 80 Juden am 30. August 1942, davon sechzig auf dem Friedhof in Nowy Targ und zwanzig in Jordanow, für schuldig befunden. Am 25. Juni 1965 wurde er vom Landgericht Freiburg zu sieben Jahren Zuchthaus verurteilt. Die bürgerlichen Ehrenrechte wurden Weißmann nicht aberkannt, er habe zwar „aus menschlicher Schwäche grob versagt“, seine Beihilfehandlungen aber seien „nicht Ausdruck einer ehrlosen Gesinnung“. Strafmildernd wurde u. a. berücksichtigt, dass „die Strafe nach einer so langen Zeit einen anderen und zwar geläuterten Menschen trifft als den damaligen Rechtsbrecher“ und dass sich der Angeklagte seit 1945 nie freigefühlt, sondern immer in der Befürchtung vor einer Bestrafung gelebt habe.
Am 6. November 1967 wurde er bedingt aus der Strafhaft entlassen. Für die Taten in Zschorlau wurde er nie belangt.